# Catherine Bellier

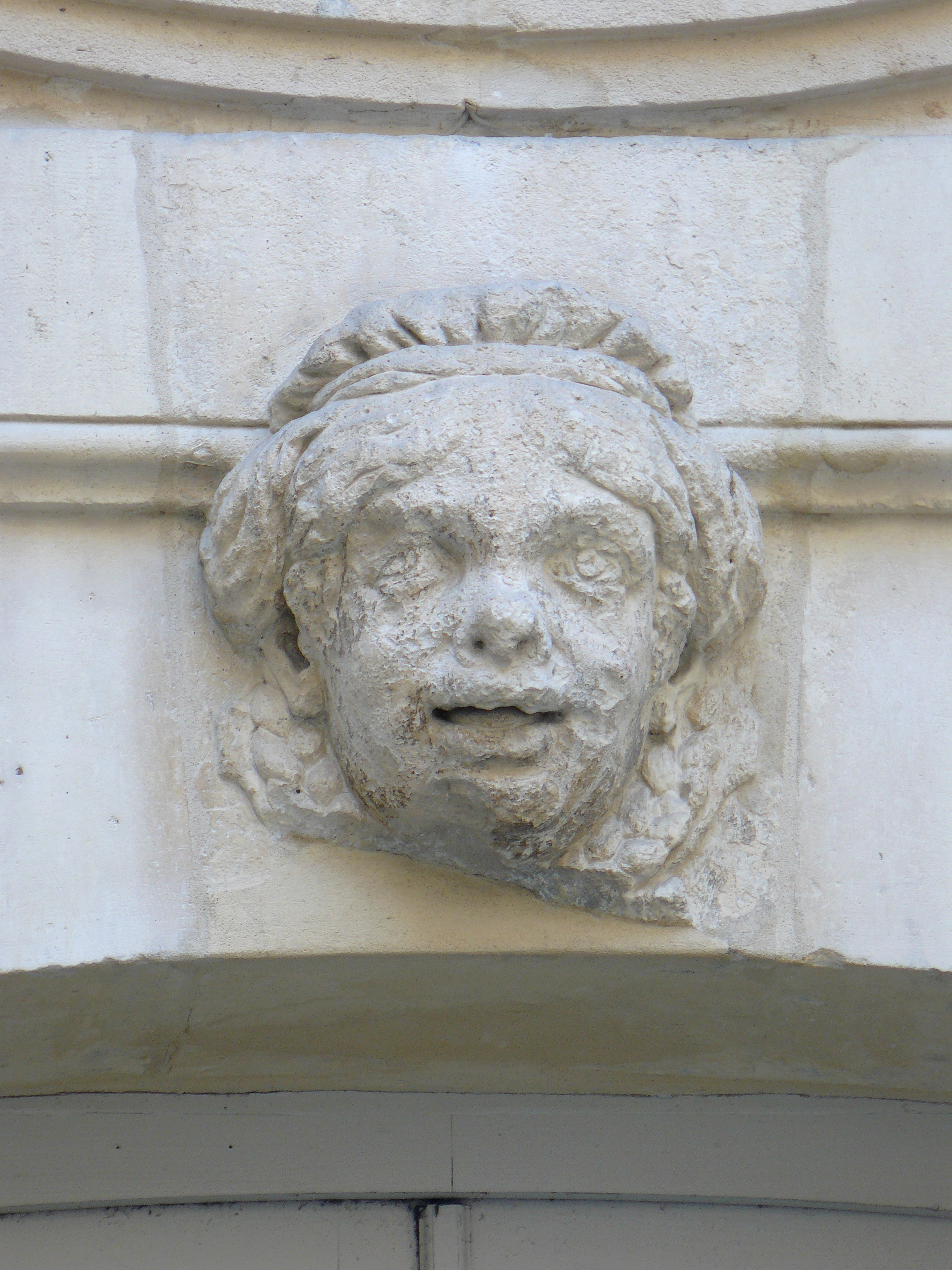
Fratzenkopf von Catherine Bellier im Hôtel de Beauvais

Catherine-Henriette Bellier, comtesse de Beauvais (* 1614; † 7. Juni 1689 im Hôtel de Beauvais in Paris), auch Cateau la Borgnesse oder Madame de Beauvais genannt, war Kammerfrau am Königshof und Mätresse des französischen Königs Ludwig XIV.

## Leben
Catherine-Henriette war die Tochter Martin Belliers. Sie heiratete den Comte Pierre de Beauvais († 1685). Sie war die erste Kammerfrau und Vertrauensperson der französischen Königin Anna von Österreich.
Madame de Beauvais war keine Schönheit, aber sie führte im Auftrag der Königinmutter deren Sohn, Ludwig XIV., in die Liebe ein (1657). Sie scheint es mit Erfolg getan zu haben, denn auch noch viel später wurde sie immer wieder vom Sonnenkönig empfangen und bekam von ihm eine Pension von 2000 Livres ausgezahlt. Ihr Wohnsitz war das Hôtel de Beauvais im heutigen 4. Arrondissement
Siehe auch Liste der Mätressen der Könige von Frankreich